# Portulaca dodomaensis
Portulaca dodomaensis är en portlakväxtart som beskrevs av Michael George Gilbert. Portulaca dodomaensis ingår i släktet portlaker, och familjen portlakväxter. Inga underarter finns listade i Catalogue of Life.